# الجهنية (مستباء)

تعديل مصدري - تعديل

الجهنية هي إحدى قرى عزلة غرب مستباء بمديرية مستباء التابعة لمحافظة حجة، بلغ تعداد سكانها 1277 نسمة حسب تعداد اليمن لعام 2004.